# Методика сопряжённых моторных реакций
Методика сопряженных моторных реакций — психофизиологическая методика, созданная А. Р. Лурией, направленная на определение нервно-психического состояния испытуемого. Основывается на методе свободных ассоциаций

## История создания
В 1879 году Фрэнсис Гальтон первый попытался провести ассоциативный эксперимент. Он подготовил список, в котором было 75 слов, написанных на отдельных карточках бумаги. Впоследствии через некоторое время он начал рассматривать каждое слово отдельно и при помощи хронометра фиксировал время появления ассоциаций, которые были вызваны каждым словом. Большое количество ассоциаций состояло из одного слова, однако многие из них представляли образы, которые для своего описания требовали больше, чем одно слово. Следующим этапом являлось выявление природы порождаемых ассоциаций.
Практически сразу за Гальтоном в 1892 году попытку проведения метода свободных ассоциаций с целью определения скорости вербальных реакций совершил Вильгельм Вундт. Он попытался упростить структуру опыта и использовал для этого хроноскоп. Хроноскоп начинал работать одновременно со словом-стимулом. От участника исследования требовалось в момент появления какого-либо представления в ответ на предъявляемое слово как можно быстрее нажимать на ключ. Стрелки хроноскопа прекращали движение и на циферблате выводилось время, необходимое для появления ассоциаций между представлениями.
Хьюго Мюнстерберг, использовал метод ассоциативного эксперимента для разграчения индивидуальных особенностей личности. Он составил список слов-раздражителей, в который были включены 100 существительных, 100 прилагательных и 100 глаголов. Четыре участника исследования повторяли опыты три раза в течение трех месяцев. В конечном итоге было получено почти 10000 ассоциаций. Полученные результаты были распределены по частям речи и по трем различным типам связей. На основе доминирования того или иного типа связи Хьюго постулировал существование трех видов психики.
Дже́ймс Ке́ттелл в конце восьмидесятых годов XIX столетия также проводил ассоциативные эксперименты. Эксперименты проводились лично с шестью участниками, которые являлись специалистами в области области психологии и в письменной форме с пятьюдесятью испытуемыми. При проведении грубого эксперимента список слов-раздражителей состоял из 20 элементов, а при индивидуальном исследовании он достигал 500 слов. На основе полученных данных были созданы таблицы тестирования психометрического интеллекта.
Эмиль Крепелин, немецкий психиатр использовал метод свободных ассоциаций для изучения продолжительности ассоциативного процесса у психически больных людей. Так, им было установлено, что у данных индивидов ассоциации являются более бедными, стереотипными и бессмысленными. эмоциональных проблем, имеющих отношение к стимульному слову.
Карл Густав Юнг, основатель аналитической психологии использовал метод ассоциативного эксперимента для определения мотивации личности. Юнг зачитывал пациенту последовательно набор слов. От пациента требовалось дать ответ первым приходящим на ум словом. Кроме того, он также фиксировал изменения частоты дыхания, электропроводимость кожи и многие другие физиологические показатели, которые могли бы демонстрировать наличие эмоциональной реакции у человека. В случае, если реакция на слово-раздражитель занимала большое количество времени, то это приводило к изменениям в физиологических параметрах, на основе чего Юнгом делались выводы о наличии определённых бессознательных эмоциональных проблем, которые были связаны со стимульным словом. Также он использовал данный метод для разоблачения двух людей, которых обвиняли в воровстве. Некоторое время бытовало представление о том, что Юнг первым попытался применить инструментальные средства для выявления лжи, однако это не так.
Началом развития инструментальной детекции лжи является работа итальянского физиолога Анджело Моссо. В своих исследованиях он продемонстрировал зависимость между величиной эмоционального напряжения и некоторых физиологических параметров. Он установил тот факт, что давление крови и частота сердечных сокращений меняется в зависимости от общего эмоционального состояния человека. В своих исследованиях он показал, что в зависимости от величины эмоционального напряжения меняется и ряд физиологических показателей. Им было установлено, что давление крови в сосудах человека и частота пульса меняется при изменении эмоционального состояния испытуемого.
В 1895 году итальянский врач-психиатр Чезаре Ломброзо опубликовал книгу, в которой раскрывали положительные результаты использование прибора гидросфмигмометра, который фиксировал изменение артериального давления крови во время допроса преступника. Через семь лет с помощью плетизмографа он смог доказать невиновность человека, обвинявшегося в убийстве и изнасиловании девочки.
В 1914 году итальянец Витторио Бенусси применял прибор, который регистрировал дыхание во время проведения допросов. Им было установлено, что когда человек лжет у него происходит изменение показателя отношения вдоха к выдоху, что является хорошим отражением процесса обмана.
В СССР в 1920-е годы Лурия во время своей работы в лаборатории экспериментальной психологии при Московской губернской прокуратуре, предоставилась возможность проводить исследования на лицах, которые являлись подозреваемыми в совершении тяжких преступлений в период, как те находились под следствием или же после суда. Хорошо проанализировав материалы по преступлению, были отобраны детали, которые по мнению Лурия и его коллег, должны были вызывать яркую эмоциональную реакцию у человека, совершившего преступление, и оставаться нейтральными для людей, непричастных к делу. На основе данных деталей формировался список критических слов. Впоследствии также создавался список индифферентных, то есть не связных с преступлением слов. Каждому испытуемому последовательно из данного списка предъявлялись слова и просили их каждый раз отвечать тем словом, которое первое пришло в голову. Данный ответ записывался, а также регистрировалось время, которое потребовалось испытуемому, чтобы дать ответ. Однако Александр Романович поставил под сомнения полученные им результаты: он говорил о том, что ассоциативный эксперимент в своем чистом виде способен выявить лишь последний этап ассоциативного процесса — то слово, которое произносит испытуемый. В то же самое время, процессы, которые происходят внутри индивида в период, когда он ещё не дал ответ, механизмы, которыми данные ответы генерируются, степень напряженности и эмоциональной насыщенности данного процесса остаются скрытыми от наблюдателя. Это навело Лурию на мысль о том, что единственным шансом по изучению скрытых процессов является попытка соединения данных процессов с каким-нибудь доступным для непосредственного наблюдения компонентом поведения, протекающим одновременно и который сложил бы отражением некоторых внутренних закономерностей. Так, была создана новая экспериментальная методика под названием «сопряженной или отраженной методики».

## Процедура проведения
К классическому ассоциативному эксперименту добавляется моторный компонент. От испытуемого требуется сжимать резиновую грушу в ответ на услышанное слово экспериментатора и говорить первое, что приходит ему в голову.

## Значение методики сопряженных моторных реакций для психологии
- Данная экспериментальная методика, заняла центральное место новой методологии, которая была призвана помочь реализовать психодинамическую теорию личности в экспериментальных условиях[8].
- С введением методики сопряженных моторных реакций диагностика следов аффекта встала на путь значительной большей точности и объективности; стало возможным за словесной реакции прослеживать лежащие в её основе скрытые механизмы, оценивать степень напряженности, возбужденности, нарушенности процесса[9].
- Методика позволяет осуществлять анализ двигательной координации и дает возможность значительного расширения диагностики эмоциональных реакций не только у подозреваемых людей, но также у свидетелей в процессе расследования преступления[10].
- Данная методика также стала началом разработки проблемы регулирующей функции речи и речевого опосредования в развитии произвольных психических процессов[11].